# Leist (Berg)
Der Leist ist ein 2222 m ü. M. hoher Berg in der Flumserberg-Region im Schweizer Kanton St. Gallen. Die bekannte 7-Gipfel-Tour führt unter anderem auf ihn hinauf.